# Jersey City Celtics
Jersey City Celtics is een voormalige Amerikaanse voetbalclub uit Jersey City, New Jersey. De club werd opgericht in 1921 en na vijf verloren wedstrijden weer opgeheven. De club speelde één seizoen in de American Soccer League. Hierin werd geen aansprekend resultaat behaald.